# KFC Varsenare
KFC Varsenare is een Belgische voetbalclub uit Varsenare. De club is aangesloten bij de KBVB met stamnummer 5222 en heeft blauw en zwart als clubkleuren.

## Geschiedenis
De club werd opgericht in 1949. KFC Varsenare ging er van start in de provinciale reeksen en klom er de volgende decennia in op. In 2004 werd KFC Varsenare kampioen in de Derde Provinciale, en promoveerde voor het eerst naar de Tweede Provinciale.
In het seizoen 2006/07 werd de club daar kampioen en promoveerde zo naar de hoogste provinciale reeks.
In het seizoen 2010/11 werd de club 15de en degradeerde daardoor na vier seizoenen terug naar de Tweede Provinciale. Het eerste seizoen na de degradatie plaatste men zich echter alweer voor de eindronde.
Ze wonnen daarin van Veurne en Adinkerke. In de finale verloor men van FC Helkijn, maar omdat eersteprovincialer KSC Menen in de interprovinciale eindronde won van Tertre en promoveerde, kwam een plaats vrij in de Eerste Provinciale en kon KFC Varsenare weer promoveren. Echter een jaar later werden ze 15de en zakten terug naar de Tweede Provinciale. Twee jaar na de degradatie plaatsten ze zich voor de eindronde, maar verloren die. Na een 5de plaats in het seizoen 2016/17 mocht KFC Varsenare weer meedoen aan de eindronde. Na winsten tegen FC Meulebeke, Exelsior Zedelgem en VK Dadizele promoveerde KFC Varsenare na vier jaar weer naar de hoogtste provinciale reeks. Rik Bouckaert werd na het vertrek van Jo Capelle de nieuwe trainer. Het seizoen 2017/2018 begon moeizaam en al snel stond de jonge ploeg onder in het klassement. Met af en toe eens een uitoverwinning sloot KFC Varsenare het jaar 2017 af net boven de degradatieplaatsen. Na de winterstop ging het bergafwaarts, het team zakte naar de voorlaatste plaats. Ondanks een iets betere terugronde konden ze net de degradatie niet meer ontlopen. Net als vier jaar daarvoor is het verblijf in de hoogste provinciale reeks slechts bij één jaar gebleven. Met een aantal stevige aanwinsten begon KFC Varsenare het volgende seizoen met de ambitie in de top 3 te eindigen.
Al snel toonde het team zich de sterkste van de reeks. Men behaalde de eerste periodetitel met weinig verliespunten en vergrootte ook de voorsprong op de andere favorieten. Na nieuwjaar ging het iets minder en verloor men even de eerste plaats, maar de ploeg herpakte zich en werd weer snel leider. De eerste plaats gaf men niet meer uit handen. Op de voorlaatste speeldag werd KFC Varsenare kampioen na een 0-1 overwinning op KFC Heist. In het tussenseizoen werd een kunstgrasveld aangelegd op het hoofdterrein. Door de vele uitgaande transfers in de zomer wordt het behoud in de eerste provinciale een moeilijke klus.
KFC Varsenare begon dramatisch aan het seizoen en behaalde maar 1 punt in de eerste periodetitel. Aan de winterstop bedraagt de achterstand op de concurrenten al een resem punten. Na de winterstop ging het beter en werd de achterstand beetje bij beetje verkleind. Op 12 maart werd naar aanleiding van het opkomende Coronavirus beslist de competitie voor onbepaalde tijd op te schorten. Op 27 maart besliste de KBVB de laatste 5 wedstrijden niet meer te spelen en het seizoen vroegtijdig te beëindigen. KFC Varsenare eindigde op een laatste plaats. Het seizoen 2020/21 werd vroegtijdig stopgezet vanwege Covid 19.
Op 18 April 2021 werd Stefaan Ameel aangesteld als nieuwe trainer. Ook werd er bekendgemaakt dat er een B-ploeg zal aantreden in de Vierde Provinciale.

## Resultaten
| Seizoen | Klasse | Klasse | Klasse | Klasse | Klasse | Klasse | Klasse | Klasse | Klasse | Reeks               | Opmerkingen                                            | Beker                 |
|         | 1A     | 1B     | 1Am    | 2Am    | 3Am    | P.I    | P.II   | P.III  | P.IV   |                     |                                                        |                       |
| ------- | ------ | ------ | ------ | ------ | ------ | ------ | ------ | ------ | ------ | ------------------- | ------------------------------------------------------ | --------------------- |
| 1998/99 |        |        |        |        |        |        |        | 8      |        | Derde Prov. W-Vl    |                                                        |                       |
| 1999/00 |        |        |        |        |        |        |        | 5      |        | Derde Prov. W-Vl    |                                                        |                       |
| 2000/01 |        |        |        |        |        |        |        | 8      |        | Derde Prov. W-Vl    |                                                        |                       |
| 2001/02 |        |        |        |        |        |        |        | ?      |        | Derde Prov. W-Vl    |                                                        |                       |
| 2002/03 |        |        |        |        |        |        |        | ?      |        | Derde Prov. W-Vl    |                                                        |                       |
| 2003/04 |        |        |        |        |        |        |        | 1      |        | Derde Prov. W-Vl    | Promotie naar Tweede Provinciale                       |                       |
| 2004/05 |        |        |        |        |        |        | 6      |        |        | Tweede Prov. W-Vl   |                                                        | provinciale voorronde |
| 2005/06 |        |        |        |        |        |        | 4      |        |        | Tweede Prov. W-Vl   |                                                        | provinciale voorronde |
| 2006/07 |        |        |        |        |        |        | 1      |        |        | Tweede Prov. W-Vl   | Promotie naar Eerste Provinciale                       | provinciale voorronde |
| 2007/08 |        |        |        |        |        | 5      |        |        |        | Eerste Prov. W-Vl   |                                                        | provinciale voorronde |
| 2008/09 |        |        |        |        |        | 4      |        |        |        | Eerste Prov. W-Vl   | Verlies in eindronde voor promotie                     | provinciale voorronde |
| 2009/10 |        |        |        |        |        | 9      |        |        |        | Eerste Prov. W-Vl   |                                                        | 2de ronde             |
| 2010/11 |        |        |        |        |        | 15     |        |        |        | Eerste Prov. W-Vl   | Degradatie naar Tweede Provinciale                     | 2de ronde             |
| 2011/12 |        |        |        |        |        |        | 4      |        |        | Tweede Prov. W-Vl   | Winst in eindronde om promotie naar Eerste Provinciale | 2de ronde             |
| 2012/13 |        |        |        |        |        | 15     |        |        |        | Eerste Prov. W-Vl   | Degradatie naar Tweede Provinciale                     | provinciale voorronde |
| 2013/14 |        |        |        |        |        |        | 9      |        |        | Tweede Prov. W-Vl   |                                                        | Provinciale voorronde |
| 2014/15 |        |        |        |        |        |        | 5      |        |        | Tweede Prov. W-Vl   | Verlies in eindronde voor promotie                     | provinciale voorronde |
| 2015/16 |        |        |        |        |        |        | 8      |        |        | Tweede Prov. W-Vl   |                                                        | provinciale voorronde |
| 2016/17 |        |        |        |        |        |        | 5      |        |        | Tweede Prov. W-Vl   | Winst in eindronde voor promotie                       | provinciale voorronde |
| 2017/18 |        |        |        |        |        | 15     |        |        |        | Eerste Prov. W-Vl   | Degradatie naar Tweede provinciale                     | 1ste Ronde            |
| 2018/19 |        |        |        |        |        |        | 1      |        |        | Tweede Prov. W-Vl   | Promotie naar Eerste Provinciale                       | Provinciale voorronde |
| 2019/20 |        |        |        |        |        | 16     |        |        |        | Eerste Prov. W-Vl   | Degradatie naar Tweede Provinciale                     | Provinciale voorronde |
| 2020/21 |        |        |        |        |        |        | -      |        |        | Tweede Prov. W-Vl   | Seizoen vroegtijdig beëindigd door Covid 19            | Provinciale vooronde  |
| 2021/22 |        |        |        |        |        |        | 2      |        |        | Tweede Prov. W-Vl   | geplaatst via eindronde voor promotie                  | Provinciale voorronde |
| 2022/23 |        |        |        |        |        | 7      |        |        |        | Eerste Prov. W-Vl   |                                                        | 1ste Ronde            |
| 2023/24 |        |        |        |        |        | 4      |        |        |        | Eerste Prov. W-Vl   |                                                        | 1ste Ronde            |
| 2024/25 |        |        |        |        |        | 8      |        |        |        | Eerste prov. W.-Vl. |                                                        | 2de ronde             |
| 2025/26 |        |        |        |        |        |        |        |        |        | Eerste prov. W.-Vl. |                                                        |                       |

## Trainers
- 2004-2005:  Ricky Dewitte
- 2005-2006:  Ricky Dewitte
- 2006-2007:  Ricky Dewitte
- 2007-2008:  Ricky Dewitte
- 2008-2009:  Ricky Dewitte
- 2009-2010:  Ricky Dewitte -  jean-Marie Paternoster
- 2010-2011:  Jean-Marie Paternoster
- 2011-2012:  Ronny De Keyzer
- 2012-2013:  Ronny De Keyzer -  Jo Capelle
- 2013-2014:  Jo Capelle
- 2014-2015:  Jo Capelle
- 2015-2016:  Jo Capelle
- 2016-2017:  Jo Capelle
- 2017-2018:  Rik Bouckaert
- 2018-2019:  Rik Bouckaert
- 2019-2020:  Rik Bouckaert
- 2020-2021   Jo Capelle
- 2021-2022   Stefaan Ameel
- 2022-2023  Stefaan Ameel
- 2023-2024  Stefaan Ameel
- 2024-2025  Stefaan Ameel

## Bekende oud-spelers
- Sven Dhoest (jeugd)
- Birger Maertens (jeugd)
- Jan Simoen
- Matthias Trenson (jeugd)
- Jürgen Belpaire
- Birger Jensen
- Charles Deketelaere (jeugd)
- Thibo Somers
- Stan Braem